# Pavetta neurocarpa
Pavetta neurocarpa là một loài thực vật có hoa trong họ Thiến thảo. Loài này được Benth. mô tả khoa học đầu tiên năm 1849.